# Гребля Бені-Амран
Гребля Бені-Амран (Beni Amrane) – гідротехнічна споруда на півночі Алжиру.
Греблю спорудили в 1987 році на уеді Іссер, що впадає до Середземного моря за чотири десятки кілометрів на схід від міста Алжир (можливо відзначити, що вище по течії на Іссері зведена ще одна велика гребля Куд'ят-Ассердун). Водозбірний басейн вище від споруди складає 3710 км2 (з яких 2785 км2 регулюються Кудіат-Ассердун). Головним призначенням греблі є водопостачання міста Алжир, при цьому ресурс спершу перекидається по водопроводу довжиною 31 км та діаметром 2 метра до розташованого західніше сховища греблі Кеддара (перекачування води забезпечує насосна станція Бені-Амран продуктивністю 7 м3/с).
В межах проекту долину уеду перекрили греблею висотою 39,5 метра та довжиною біля 330 метрів, що виконана як комбінована споруда із насипною ділянкою ліворуч та бетонною ділянкою праворуч. Гребінь греблі знаходиться на рівні 77,5 метра НРМ, при цьому більшість бетонної ділянки (біля сотні метрів) займає водопереливна секція з порогом на рівні 63,5 метра НРМ. 
Гребля утворила водосховище об’ємом 15,6 млн м3, з яких 11,6 млн м3 відносились до корисного об’єму, чому відповідало коливання рівня поверхні між позначками 54 та 63,5 метра НРМ. 
Через замулення станом на початок 2000-х корисний об’єм знизився до 5 млн м3. Як наслідок, в 2003-му провели нарощування об’єму сховища, для чого на водоскидній секції спорудили 7 залізобетонних опор заввишки по 3,75 метра та вагою по 510 тон. Перекриття проміжків між ними дозволило збільшити об’єм водойми на 7,1 млн м3.